# Maximilian Janisch

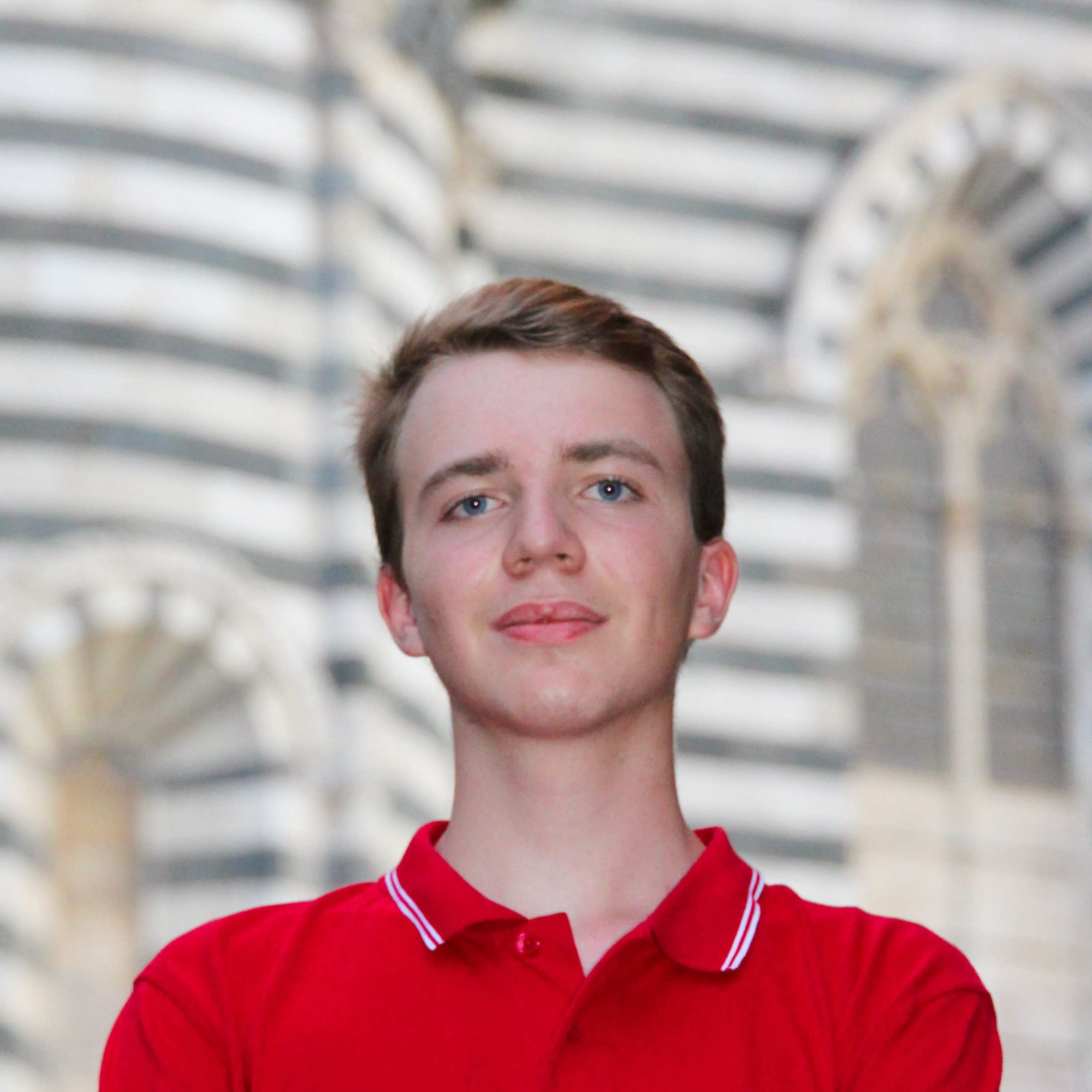
Maximilian Janisch, Orvieto (2019)

Maximilian Sebastian Janisch (* 8. August 2003 in Zürich) ist ein Schweizer Hochbegabter. Er legte im Alter von neun Jahren die Mathematikprüfung auf Maturaniveau ab und trat im Alter von fünfzehn Jahren nach Abschluss der vollständigen Matura 2018, ein Bachelor- und ein Masterstudium in Mathematik an der Universität Zürich an, welches er 2021 abschloss. Es folgte als jüngster Doktorand der Schweiz eine Doktorandenstelle. Im Juni 2025 erlangte er seinen Doktor der Mathematik. Er setzt sich für die Öffnung der Hochschulen für jugendliche Talente ein.

## Leben
Janisch ist Sohn des deutschen emeritierten Mathematik-Professors Thomas Drisch und dessen Lebenspartnerin Monika Janisch, die in Betriebswirtschaft an der Universität St. Gallen promoviert hat.
Janisch übersprang drei Klassen der Primarschule, nachdem er bei einem HAWIK-Test einen IQ-Wert von 149+ erzielt hatte. Janisch wurde vom Gymnasium Immensee im Alter von acht Jahren zugelassen. Mit neun Jahren legte er die Mathematik-Matura am Gymnasium Immensee mit Bestnoten ab.
Der damalige Rektor der Universität Zürich, Michael Hengartner, und der damalige Direktor des Instituts für Mathematik, Thomas Kappeler, riefen für Janisch ein eigenes Förderprogramm ins Leben, nachdem ihm eine Immatrikulation für den Studiengang Mathematik an der ETH Zürich verwehrt worden war. Das Programm fand im Rahmen der Junior Euler Society statt, einer Initiative des Instituts für Mathematik der Universität Zürich, die Jugendlichen die Möglichkeit bietet, sich über den Schulstoff hinaus mit Mathematik zu beschäftigen. Es wurde unter der Leitung des italienischen Mathematikers Camillo De Lellis bis ins Jahr 2021 fortgeführt.
Janisch wurde im September 2015 von der französischen Universität Perpignan als jüngster Student Frankreichs ins 2. Studienjahr aufgenommen, denn eine Immatrikulation in der Schweiz war nicht möglich. Im Jahr 2020 absolvierte er an der Universität Perpignan die Licence.
Nachdem Janisch im August 2018 die volle Matura abgelegt hatte, durfte er sich als Student der Mathematik an der Universität Zürich immatrikulieren. Er absolvierte seinen Bachelor im August 2020. Seinen Master in Mathematik schloss er im November 2021 ab. Seine Master-Arbeit befasste sich mit Euler-Gleichungen.
Seit Dezember 2021 war Janisch Doktorand an der Universität Zürich. Sein Promotionskomitee bestand aus Ashkan Nikeghbali, Artur Ávila und Alessio Figalli. Am 20. Juni 2025 verteidigte er seine Dissertation und erlangte damit den Doktor der Mathematik.
Seit Juli 2025 absolviert Janisch ein Praktikum bei dem US-amerikanischen Finanzdienstleistungsunternehmen Jane Street in London als quantitativer Trader.

## Mediales Echo
Nach der Matura in Mathematik bat Janisch die ETH vergeblich, an den Lehrveranstaltungen und insbesondere an den Prüfungen des Studiengangs Mathematik teilnehmen zu dürfen. An der folgenden Diskussion darüber, inwieweit die Universitäten jugendliche Talente fördern könnten, beteiligten sich mehrere Schweizer und ausländische Zeitungen sowie das Schweizer Fernsehen.
2015, als die Universität Perpignan der Bitte Janischs zur Teilnahme an den Prüfungen in Mathematik entsprach, lebte die mediale Diskussion erneut auf.
Es gibt mehrere Dokumentationen über Janisch, so der im November 2016 am Foyle Film Festival in Nordirland uraufgeführte Kino-Dokumentarfilm Maximilian (Regisseur: Nicolas Greinacher). Die Schweizer Erstaufführung folgte im Januar 2018 an den Solothurner Filmtagen. Der Film gewann beim Rhode Island International Film Festival 2018 einen Grand Prix. 3sat zeigte den Film Ende August 2018.
Kürzere Dokumentationen über Janisch wurden am 26. April 2015 und am 8. September 2019 vom SRF 1 und am 23. Juni 2015 von 3sat ausgestrahlt. Ende 2023 wurden Ausschnitte der Dokumentationen zu einem Internetphänomen auf TikTok. Die auflagenstarke Schweizer Coopzeitung führte 2024 mit Janisch ein Interview während seiner Doktorarbeit an der Universität Zürich. Weitere Pressekommentare schilderten seinen Werdegang und seine Doktorarbeit.

## Förderung talentierter Jugendlicher
Janisch ist der Auffassung, dass die Leistungsfähigkeit und Leistungsbereitschaft Jugendlicher von der Gesellschaft unterschätzt wird. Zudem erklärte er in seiner Autobiografie, dass das Schulsystem teilweise nicht flexibel genug sei, was die adäquate Förderung der Talente von Kindern und Jugendlichen erschweren würde.